# Friedrich Geselschap
Friedrich Geselschap, né le 5 mai 1835 à Wesel, et mort le 31 mai 1898 (par suicide) à Rome, est un peintre d'histoire et d'architecture.

## Biographie
Friedrich Geselschap est né le 5 mai 1835 à Wesel.
Il est élève de Bendemann, et des académies de Dresde et de Dusseldorf. Il étudie à Rome entre 1866 et 1871,.
À partir de 1882, il est membre de l'Académie de Berlin. En 1884, il succède à Oscar Begas comme sénateur de l'Académie. En 1883, il obtient le titre de Professeur, et, en 1886, la médaille d'or à Berlin. Dans la même année, il devient membre honoraire de l'Académie de Munich. En 1888 et en 1889, il fait des voyages d'études en Sicile.
Il meurt le 31 mai 1898 à Rome.

## Œuvres
Il décore la salle d'honneur de l'Arsenal de vastes compositions symbolisant la Guerre et la Paix, peintures sobres et vigoureuses, qui fondent sa réputation. Il retourne à Rome pour décorer le palais de l'ambassade allemande.

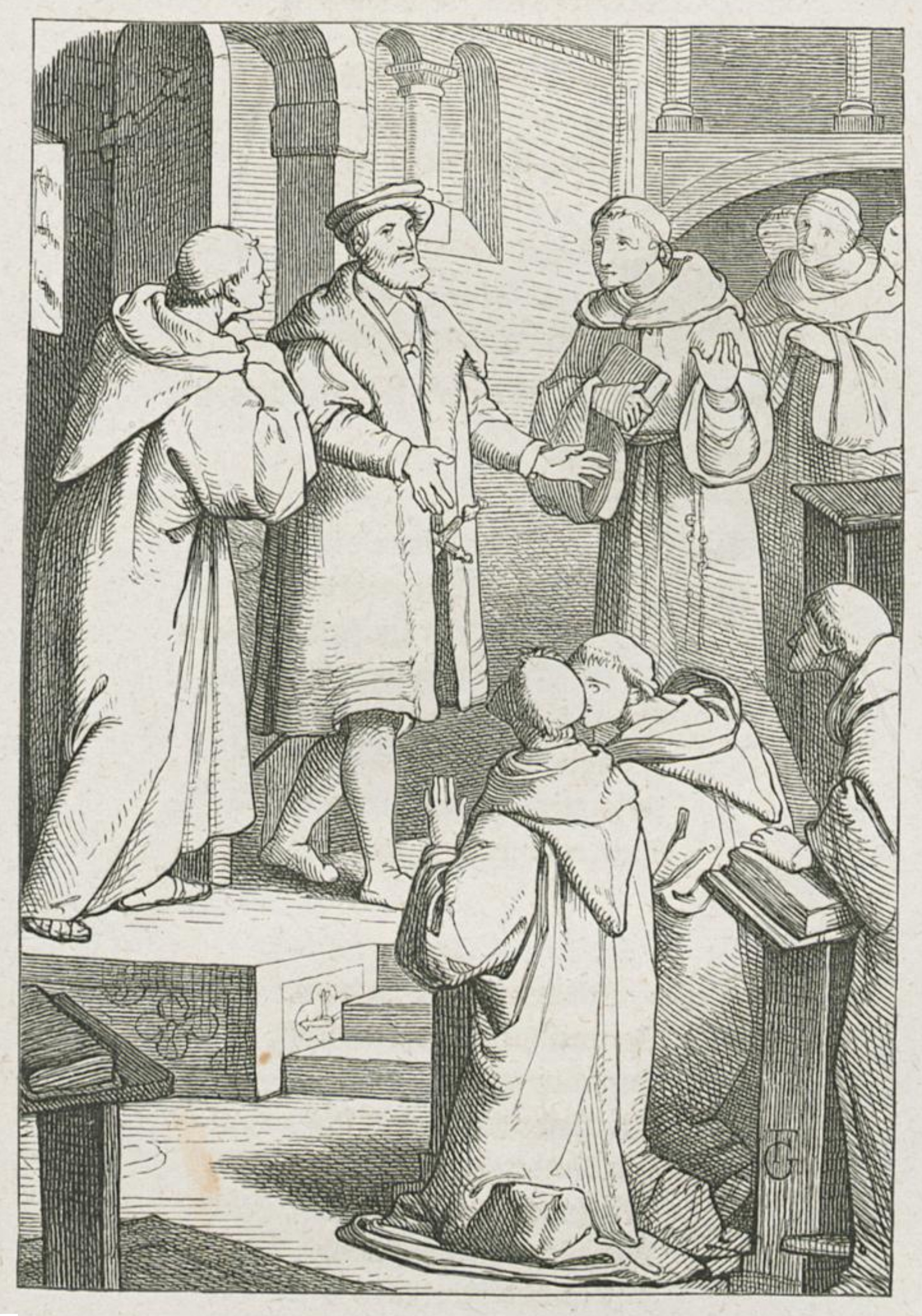
Illustration de la ballade Der Pilgrim von St. Just d'August von Platen-Hallermünde, vers 1866
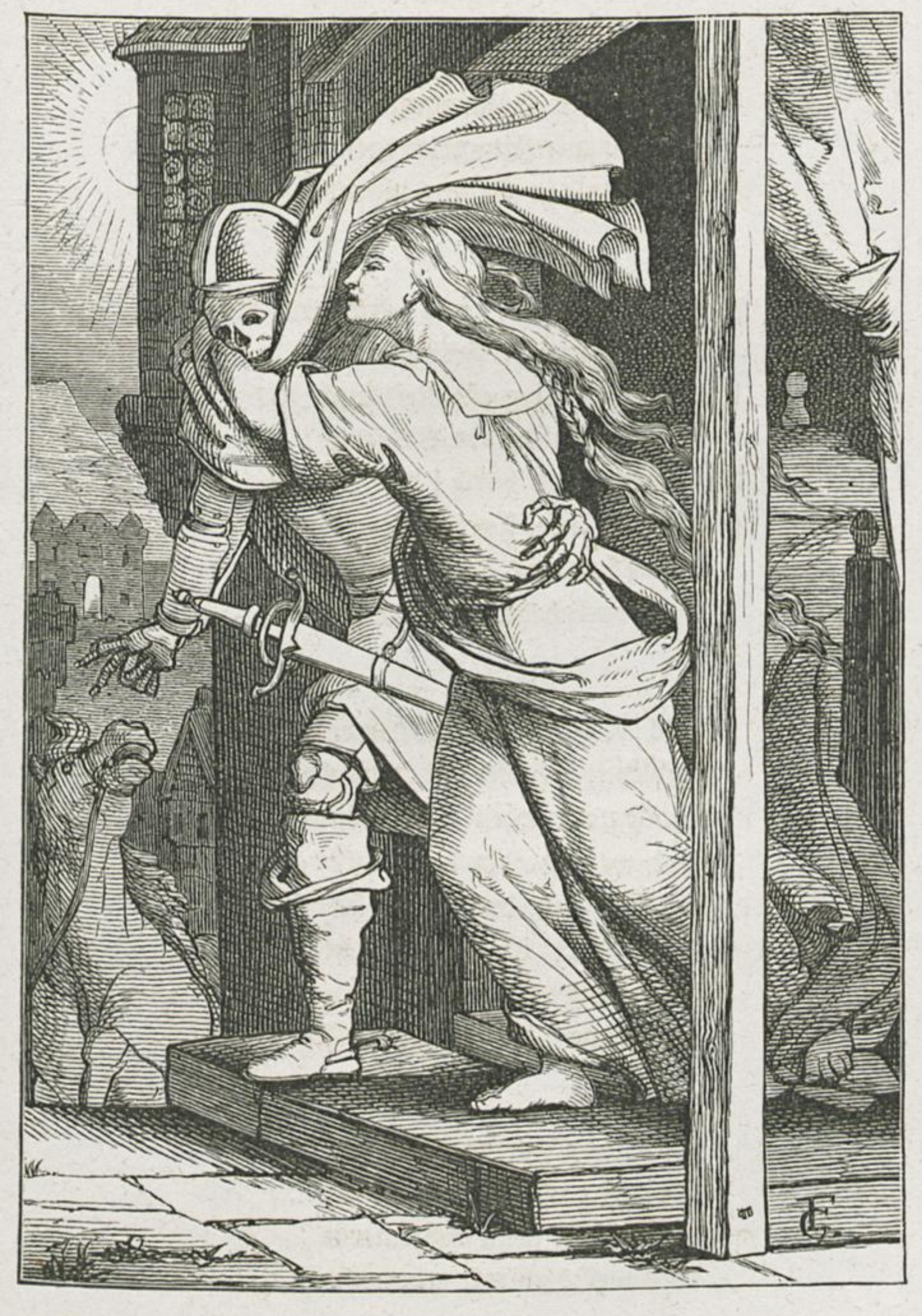
Illustration de la ballade Leonore de Gottfried August Bürger, vers 1866
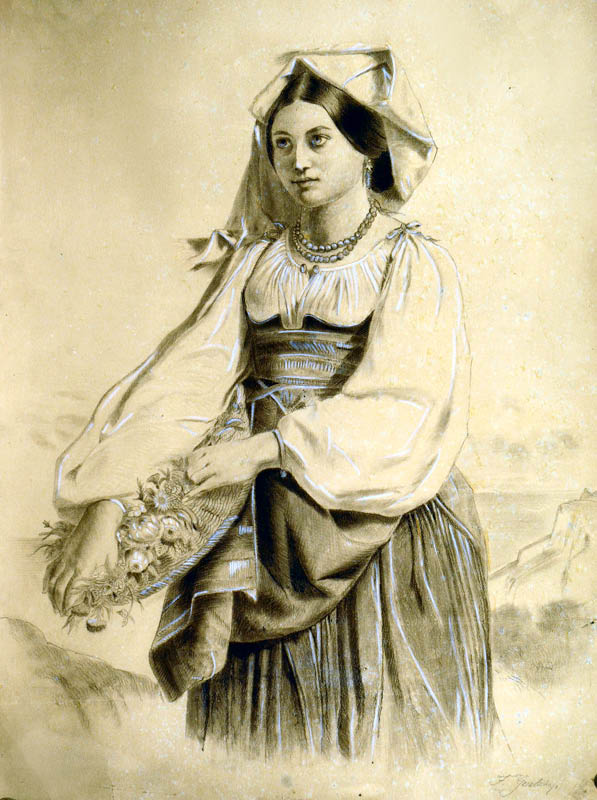
Jeune Romaine, vers 1887
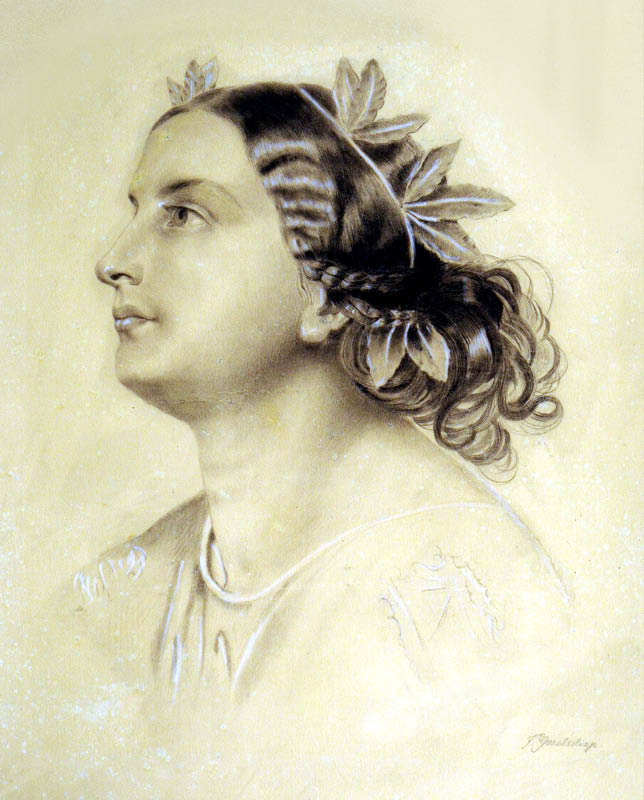
Italienne, vers 1887
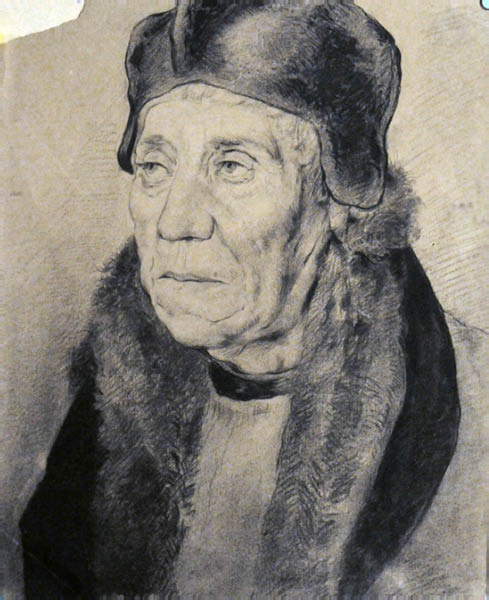
Conception pour la mairie de Hambourg, vers 1890